# Rhipidomys venustus
Rhipidomys venustus (Thomas, 1900) è un roditore della famiglia dei Cricetidi endemico del Venezuela.

## Descrizione

### Dimensioni
Roditore di piccole dimensioni, con la lunghezza della testa e del corpo tra 120 e 145 mm, la coda tra il 120 e 140 % della lunghezza del resto del corpo e la lunghezza del piede tra 26 e 30 mm.

### Aspetto
La pelliccia è  relativamente lunga e densa. Le parti dorsali sono bruno castane brillanti, più scure sulla groppa e rossicce sui fianchi, mentre le parti ventrali sono biancastre con la base dei peli grigia. Le vibrisse sono molto lunghe. Le orecchie sono grandi, marroni scure e ricoperte finemente di piccoli peli. Le zampe sono biancastre con una macchia dorsale marrone scura che si estende fino alla base delle dita. La coda è più lunga della testa e del corpo, è uniformemente rossastra, ricoperta di piccoli peli e con un ciuffo di peli più lunghi all'estremità. 

## Biologia

### Comportamento
È una specie arboricola e notturna.

### Alimentazione
Si nutre di semi.

### Riproduzione
Una femmina gravida con due embrioni è stata catturata durante la stagione piovosa, mentre un'altra con un solo embrione è stata catturata a settembre.

## Distribuzione e habitat
Questa specie è conosciuta soltanto nella cordigliera andina venezuelana.
Vive nelle foreste umide, foreste sempreverdi, frutteti tra 1.300 e 3.350 metri di altitudine.

## Conservazione
La IUCN Red List, considerato il vasto areale e la popolazione presumibilmente numerosa, classifica R.venustus come specie a rischio minimo (Least Concern).